# Condado de Newaygo
O Condado de Newaygo é um dos 88 condados do estado americano de Michigan. A sede do condado é White Cloud, e sua maior cidade é White Cloud.
O condado possui uma área de 2 231 km² (dos quais 49 km² estão cobertos por água), uma população de 47,874 habitantes, e uma densidade populacional de 22 hab/km² (segundo o censo nacional de 2000).